# Al-Muizz ibn Badis
Al-Muizz ibn Badis (arab. المعز بن باديس) (ur. 1008, zm. 1062) – czwarty władca z dynastii Zirydów w Ifrikiji (obecna Tunezja, część Libii i Algierii) w latach 1016–1062.
Al-Muizz ibn Badis wstąpił na tron jako dziewięcioletni chłopiec po śmierci ojca Badisa ibn al-Mansura (995–1016). Rolę regentki pełniła jego ciotka. W 1016 miała miejsce w Ifrikiji krwawa rewolta, w czasie której całkowicie zniszczono Sabrę al-Mansuriję rezydencję Fatymidów, a 20 000 szyitów zostało zamordowanych, zwłaszcza w Kairuanie i Mahdiji. Zamieszki trwające trzy lata wymusiły zawieszenie broni w walkach z Hammadydami na terenie obecnej wschodniej Algierii, a następnie uznanie ich niezależności w 1018 i odstąpienie prowincji Zab.
W 1020 piracka flota Zirydów zaatakowała wybrzeża południowej i środkowej Italii.
Al-Muzizz przejął rządy w 1022 po obaleniu ciotki. Relacje z Fatymidami uległy naprężeniu, gdy w 1027 wsparli oni bunt berberyjskich plemion Zenata w Trypolitanii, co doprowadziło do całkowitej utraty kontroli nad tym regionem.
Jego syn Abdallah rządził krótko Sycylią w latach 1038–1040, po interwencji armii Zirydów w wojnę domową, która wybuchła na wyspie.
Pomimo politycznego zamieszania, początkowo ogólny dobrobyt ekonomiczny umożliwiał szeroko zakrojony program budowlany. Jednakże królestwo popadło w kryzys ekonomiczny w latach czterdziestych X wieku, który odbił się w dewaluacji pieniądza, epidemii i głodzie. Mogło to mieć związek z wysoką daniną, którą Zirydzi musieli corocznie płacić Fatymidom (milion złotych dinarów rocznie).
W 1040 Al-Muziz odzyskłą wyspę Dżerbę zajętą przez Zenatów z Dżebel Nefusa w Trypolitanii.
Gdy Al-Muizz w 1045, pod wpływem prawników sunnickich z Kairuanu, uznał Abbasydów w Bagdadzie za prawowitych kalifów, nastąpiło całkowite zerwanie z Fatymidami.
Wtedy Fatymidzi deportowali z Egiptu do Ifrikiji beduińskie plemiona Banu Hilal i Banu Sulajm. Gdy beduini pojawili się w Ifrikiji w liczbie około 7500 wojowników, Al-Muzizz zaproponował im służbę wojskową. Jego oferta nie została przyjęta i 14 kwietnia 1052 doszło do bitwy w Hajderanie w rejonie Gabesu zakończonej całkowitą klęską Zirydów.
Po klęsce Al-Muizz pośpiesznie ufortyfikował Kairuan oraz Sabrę Al-Mansuriję oraz zawarł przymierze z najeźdźcami przez małżeństwo trzech swoich córek z wodzami plemienia Beni Rijah. Nie przeszkodziło to beduinom w zajmowaniu terenów państwa Zirydów znajdującego się poza murami miast. W 1055 zajęli Bedżę. Lokalni zarządcy zirydzcy, wodzowie arabskich koczowników i inni awanturnicy zaczęli tworzyć własne państewka i dynastie. Niektóre z większych miast ustanowiły ustrój republikański z radą kupców zarządzających miastem.
Pod koniec października 1057 Al-Muzizz opuścił Sabrę al-Mansuriję i osiadł w Mahdiji jako nowej stolicy. Mieszkańcy stołecznego Kairuanu, którzy jeszcze tam przebywali, uciekli do Kalaa Beni Hammad, Susy i Tunisu. 1 listopada 1057 beduini zajęli opuszczone miasto i całkowicie splądrowali. Pogłębiająca się anarchia sprawiła, że Zirydzi utracili kontrolę nad wnętrzem lądu i byli w stanie utrzymać tylko nadbrzeżne rejony.
Inwazja Beduinów (1051–1052) związana z rabunkami i zniszczeniami doprowadziła do wielkiego ubóstwa, poważnie wpływając na rolnictwo Ifrikiji. Rolnicy zaczęli się chronić w górach. Wraz z rozrostem beduińskich emiratów oraz utrzymującym się zagrożeniem w głębi lądu, gospodarka Ifrikiji skłaniała się coraz bardziej ku Morzu Śródziemnemu. W efekcie nadbrzeżne miasta nabrały znaczenia w handlu morskim i piractwie.
Jego następcą został jego syn Tamim ibn al-Muizz (1062–1108).